# Lycoperdon rupicola
Lycoperdon rupicola är en svampart som tillhör divisionen basidiesvampar, och som beskrevs av Jeppson, E.Larss. och M.P.Martín. Lycoperdon rupicola ingår i släktet Lycoperdon, och familjen röksvampar. Arten är reproducerande i Sverige.